# Семейство Лаодики
Семейство Лаодики — небольшое семейство астероидов, расположенное в главном поясе. Семейство названо в честь первого астероида, классифицированного в эту группу — (507) Лаодика.

## Крупнейшие астероиды этого семейства
| Имя           | Диаметр  | Большая полуось | Наклонение орбиты | Эксцентриситет орбиты | Год открытия |
| ------------- | -------- | --------------- | ----------------- | --------------------- | ------------ |
| (507) Лаодика | 43,78 км | 3,158 а. е.     | 9,510 °           | 0,093                 | 1903         |
| (635) Вундция | 98,24 км | 3,140 а. е.     | 11,047 °          | 0,080                 | 1907         |